# Neanuridae
Neanuridae Börner, 1901 è una famiglia di collemboli dell'ordine Poduromorpha

## Descrizione
Sono lunghi da 0,2 a 1 cm. Molte delle specie di questa famiglia hanno il corpo più lungo che largo, alcune sono di forma schiacciata o persino appiattita. Molte specie hanno un colore blu, grigio o rosso e alcune sono dotate di bande di colori contrastanti. La superficie corporea può essere glabra o presentare corti peli o processi tricoidi brillantemente colorati.

## Biologia
Le uova sono deposte nel suolo, lettiera, sterco, legno marcescente, sotto sassi o cortecce. I giovani assomigliano molto a piccoli adulti e le mute continuano dopo il raggiungimento della maturità sessuale.

## Distribuzione e habitat
La famiglia ha una distribuzione cosmopolita, essendo presente in tutti i continenti compresa l'Antartide.
In svariati ambienti, sotto sassi e cortecce, nella lettiera, nel suolo, nello sterco e nel legno marcescente.
La specie Anurida maritima, di colore blu scuro, è estremamente comune sulle spiagge dell'emisfero settentrionale, dove si nutre dei resti di artropodi e gasteropodi morti. Sopravvive riparandosi in sacche d'aria che si formano tra gli scogli durante l'alta marea.